# Club Atlético Gimnasia y Esgrima (San Salvador de Jujuy) 2012-2013

## Rosa
Aggiornata al 21 luglio 2012
| N. |                      | Ruolo | Calciatore             |
| -- | -------------------- | ----- | ---------------------- |
|    | Argentina (bandiera) | P     | Maximiliano Cavallotti |
|    | Argentina (bandiera) | P     | Marcos Díaz            |
|    | Argentina (bandiera) | P     | Lucas Hoyos            |
|    | Argentina (bandiera) | D     | Juan Iurino            |
|    | Colombia (bandiera)  | D     | Josimar Mosquera       |
|    | Argentina (bandiera) | D     | César González         |
|    | Argentina (bandiera) | D     | Cristian Sanabria      |
|    | Argentina (bandiera) | D     | Ignacio Sanabria       |
|    | Argentina (bandiera) | D     | Diego López            |
|    | Argentina (bandiera) | D     | Javier Páez            |
|    | Argentina (bandiera) | D     | Leandro Benítez        |
|    | Argentina (bandiera) | D     | Luis Casarino          |
|    | Uruguay (bandiera)   | D     | Luis Maldonado         |
|    | Argentina (bandiera) | C     | Daniel Ramasco         |
|    | Argentina (bandiera) | C     | Marcelo Guzmán         |
|    | Argentina (bandiera) | C     | Emanuel Urresti        |

| N. |                      | Ruolo | Calciatore           |
| -- | -------------------- | ----- | -------------------- |
|    | Argentina (bandiera) | C     | Adrián Quipildor     |
|    | Argentina (bandiera) | C     | Gabriel Solís        |
|    | Argentina (bandiera) | C     | Claudio Fileppi      |
|    | Argentina (bandiera) | C     | Facundo Galarza      |
|    | Argentina (bandiera) | C     | Leonardo Ferreyra    |
|    | Argentina (bandiera) | C     | Sergio Vittor        |
|    | Argentina (bandiera) | C     | Matías Garrido       |
|    | Argentina (bandiera) | C     | Rodrigo Morales      |
|    | Argentina (bandiera) | C     | Iván Almazana        |
|    | Argentina (bandiera) | A     | Miguel Fernández     |
|    | Argentina (bandiera) | A     | Marcelo Bergese      |
|    | Argentina (bandiera) | A     | Nicolás Martínez     |
|    | Argentina (bandiera) | A     | Gabriel Pérez Tarifa |
|    | Argentina (bandiera) | A     | Martín Abraham       |
|    | Argentina (bandiera) | A     | Hugo Manzur          |